# 「マスカレード」シリーズ
『「マスカレード」シリーズ』は、東野圭吾による日本の小説で、刑事・新田浩介とホテルマン・山岸尚美のコンビを主人公とする長編小説、連作短編集からなるミステリーシリーズの総称。

## 概要
一流ホテル「ホテル・コルテシア東京」を主な舞台に、捜査一課の刑事・新田浩介とホテルマン・山岸尚美が難事件に挑むミステリシリーズ。

初出は『小説すばる』（集英社）2008年12月号から2010年9月号まで掲載された『マスカレード・ホテル』で、2014年にはその前日譚となる第2作『マスカレード・イブ』が刊行されシリーズ化された。
作中の時系列は【ライフ】『マスカレード・ライフ』（第5作・プロローグ）→【イブ】『マスカレード・イブ』（第2作）→【ホテル】『マスカレード・ホテル』（第1作）→【ナイト】『マスカレード・ナイト』（第3作）→【ゲーム】『マスカレード・ゲーム』（第4作）→【ライフ】『マスカレード・ライフ』（第5作）の順。（以下、適時【】のタイトルを略称として用いる。）
【ホテル】ではグランドホテル方式を採らずに群像劇で描かれる複数のドラマを連作で描き、刑事の新田、もしくはホテルマンの尚美の一元視点に絞る第三人称小説の手法を取り、この手法はシリーズを通して踏襲されている。
著者の東野は主要人物のひとり、刑事の新田浩介を第1作の雑誌連載が始まった2008年当初から木村拓哉をイメージして執筆していると新聞の対談記事でコメントしており、後述の通り映画では木村が新田を演じている。
シリーズ各巻の巻末には取材協力として東京都中央区にある「ロイヤルパークホテル」がクレジットされており、同ホテルは作品の舞台となる「ホテル・コルテシア東京」のモデルとされている。
シリーズ作品のすべての表紙には、仮面舞踏会（マスカレード）で用いるマスカレード・マスクが描かれており、シリーズタイトルの「マスカレード」について、第1作で尚美が先輩ホテルマンの久我から教示された言葉として新田に次のように言及している。
シリーズの累計発行部数は2014年10月時点で216万部、映画第1作の公開前である2018年12月時点で350万部、第4作『マスカレード・ゲーム』刊行時の2022年4月時点で490万部、第5作『マスカレード・ライフ』刊行時の2025年7月時点で550万部を記録する。
2019年に第1作『マスカレード・ホテル』が、2021年に第3作『マスカレード・ナイト』が木村拓哉主演で映画化されている。

## 登場人物

### 主要人物
新田 浩介（にった こうすけ）
演 - 木村拓哉（映画） / 瀬戸かずや （舞台）、声 - 中島ヨシキ（ボイスCM）
捜査一課（新人）【イブ】→捜査一課（警部補）【ホテル】【ナイト】→捜査一課係長（警部）【ゲーム】→保安課長（コルテシア東京）【ライフ】
人物背景
日系企業の弁護士であった父の仕事の関係から中学時代の2年間をロサンゼルスで過ごした帰国子女で、英語を流暢に話す。高校進学時に一家で帰国し、幼なじみが窃盗事件の犯人と疑われた一件を通して、苦痛をともなう結果であっても誰かがやらねばならないという思いから、真実を追い続ける覚悟を固めている。ミステリ好きで知能犯との戦いを夢見たことから、父親に苦言を呈されながらも刑事になるために大学の法学部に入学する。帰国した高校時代は家族4人で代官山の一軒家で生活し、刑事になったころには麻布十番で一人暮らしをしており、両親と妹は再び渡米しておりシアトルに在住している。
嗅覚が鋭く人の匂いをかぎ分けることができ、【ナイト】で数年ぶりに再会した尚美の匂いが微妙に変わったことに気づき、【ホテル】の終盤では尚美の窮地を救う一助となっている。非喫煙者。
刑事として
【イブ】のころには警視庁捜査一課に配属されたばかりの新人刑事で、持ち前の推理力と洞察力を武器にホワイトデーに起きた実業家殺害事件で早くも頭角を現し、事件解決に大きく貢献する。しかしその裏では、表向きの言動に惑わされ、女性の仮面を見抜けず苦杯を舐める結果も経験している。その後、大学教授殺害事件では鋭い閃きで真相を突き止め、当時コンビを組んでいた穂積理沙を介して、後に重要なパートナーとなる尚美と、当時はお互い認識のないまま間接的に接点を持っている。
【ホテル】のころになると、捜査一課の警部補として連続殺人事件の捜査にあたる。次の犯行現場と目される高級ホテル「コルテシア東京」にフロントクラークとして潜入することになるが、ホテルマンの役に徹することに強い抵抗を示した。教育係の尚美とは職業観の違いからしばしば衝突し、無礼な言動で空気を乱すこともあったが、捜査の進展と共に尚美のプロ意識と誠実さを認め始め、彼女にだけは重要な捜査情報を共有するほどに信頼を深めていく。そして【ナイト】で再びコルテシア東京で潜入捜査を行うころには自分の手柄やこだわりを超えて、正体を隠しつつホテルマンとして完璧に振る舞えるよう成長し、巧みな洞察力で怪しい客の動向を探りながら事件を解決に導く。
そして【ゲーム】の時点では、捜査一課の係長に昇進し、階級も警部となる。若手時代から培った推理力と独自の行動力を武器に、部下を率いながら難事件に挑む立場となり、依然として大胆な手法と確かな洞察で犯罪者を追い詰めていく。その一方で、若いころと変わらぬ自信家な性格や短気な面は残っており、周囲と衝突することもあるが、根底にある悪を許さぬ正義感と手柄に執着しすぎない潔さで、刑事としての信頼を確立する。しかし、捜査の終盤に合同捜査を行う梓係長の独善的な振る舞いを制止できなかったことが原因で尚美が怪我を負う事態を招き、その責任を痛感し稲垣に辞表を提出。留意されることなく受理され、自ら警視庁を去る。
ホテルマンとして
刑事を辞したあとは総支配人の藤木からの誘いを受け、「コルテシア東京」のホテルマンに転職、保安課長の役職に就く。課長ではあるが、保安課は設備部の片隅に新田の机と会議机があるだけの小規模な体制で、常時の部下は持たず必要に応じて派遣社員を雇っており、ホテルの一般的な警備は外部の警備会社に委託している。一方で形式的な訓練に頼らない実践的な安全対策を重視しており、支配人・藤木の意向もあり、現実的な危機状況でスタッフの対応力を試すべく、警察学校の生徒に爆弾強盗を演じさせた抜き打ち訓練を実施するなど、顧客の安全を最優先とする対応が取れるかを想定した実践主義の姿勢で保安能力の底上げに取り組んでいる。
山岸 尚美（やまぎし なおみ）
演 - 長澤まさみ（映画） / 朝月希和（舞台）、声 - 伊藤美来（ボイスCM）
ベルガール→フロントクラーク【イブ】→フロントクラーク【ホテル】→コンシェルジュ【ナイト】【ゲーム】→フロントオフィス・マネージャー【ライフ】
人物背景
大学受験のために宿泊したコルテシア東京で、スタッフのプロフェッショナルな接客や、忘れてしまったお守りを試験会場まで届けてくれる心配りに深く感動し、試験後にお礼を伝えようとした際に声をかけてくれた藤木の人柄にも心を打たれ、ホテルマンという職業に憧れを抱くようになった。
地方出身で大学進学を機に上京、大学では映画研究会のサークルで出会った先輩の宮原隆司と映画『グランド・ホテル』の話で意気投合し、2年以上交際した。
【ホテル】の事件解決後、コルテシア東京から新田ともどもディナーに招待された際に2人で赤白のワインを１本ずつ空にするなど酒の飲みっぷりが良い。
ホテルマンとして
ホテルマンとしての誇りと使命感を強く持ち、ときに公正とは言えないような客の要求にも「お客様がルール」という信念のもと柔軟に応じ、客の安全を最優先に行動する。
観察眼に優れ、訪れた客が料金を踏み倒すスキッパーかどうかを即座に見抜いたり、訳ありの客の本性や秘密に勘づくこともある。しかし、たとえ相手が見下げた人物であっても、ホテルマンとして「お客様の仮面を剥がさない」という矜持を貫き、秘密に深入りすることなく、そっと守る姿勢を崩さない。真面目で几帳面な性格の一方で、自分と年齢の近い女性客の装いや言動には、つい好奇心を抱いてしまう一面もある。だが、そうした女性ならではの発想が、新田の推理に思わぬヒントを与えることもあった。
後輩の指導では的確でわかりやすい助言を与えるが、厳しすぎるきらいがあるため苦手意識を抱いている。実際、指導を受けた新田から陰で「三十路は超えている」と毒づかれている。
【イブ】の時点では、コルテシア東京に入社して4年目で、念願だったフロントクラークに配属される。強い責任感と熱意を持ち、自主的な研鑽も欠かさず、時には寝食を削って業務に励む姿も見せる。元恋人の愛人探しや、著名な女流作家の素性秘匿など、難題にも奔走し、客の秘密を守るため尽力してきた。藤木の命を受けてコルテシア大阪に派遣され、後輩の指導を担当した際は、宿泊客の中に新田が捜査する殺人事件の容疑者がいたため、聞き込みに訪れた刑事・穂積理沙の誠実さに打たれ、「証言として使わない」「自身の名前を出さない」という条件で、容疑者の情報を提供。間接的に新田の捜査を支援している。
【ホテル】のころにはコルテシア東京で連続殺人事件の潜入捜査に動員された新田の教育係に任命され、彼のサポートも務めた。当初は新田の不遜な態度や、あくまで刑事として客達を疑いの目を向けて取り組む姿勢に反感を抱いていたが、新田の物事の裏を読む視点に学び取るところを感じとり、次第にホテルマンとして振る舞えるほどになった新田を気にかけていき、互いの立場や信念、事件を未然に防ぎたいという想いを共有していくことになる。
【ナイト】ではコンシェルジュに昇格しており、終盤でコルテシア・ロサンゼルスに転任することが決まる。そして【ゲーム】では、過去に2度潜入捜査に対応した経験から、藤木の差配によりサポートのためにロサンゼルスから急遽召集されている。
【ライフ】ではコルテシア・ロサンゼルスからコルテシア東京に復帰しており、フロントオフィス・マネージャー（兼ゲストリレーションオフィサー）として働く。

### 警視庁
能勢（のせ）
演 - 小日向文世（映画） / 飛龍つかさ（舞台）
品川警察署【ホテル】→捜査一課（矢口警部の部下）【ナイト】→捜査一課（梓警部の部下、警部補）【ゲーム】→探偵【ライフ】
中年で体型はずんぐりとしていて一見愚鈍に見えるが新田も一目置く切れ者。北関東を思わせる訛が少しあり、活舌が悪い。高校時代は写真部だった。
捜査一課の資料班に同期がいて、他の所轄署にコネをもつなど組織内に大きなバックグラウンドを持っている。
相手を立てる語り口で常に敬意を払い、夜遅くまで捜査に当たる新田や捜査員たちに夜食や飲み物などを差し入れをするなど、気遣いも行き届いている。
【ホテル】の事件発生当初、所轄の刑事として新田とバディを組み、新田のホテルへの潜入捜査後もバディを解消していないと考え、自腹でホテルに泊まり独自に捜査する。
【ナイト】では刑事としての能力が評価され、矢口係長により品川署から捜査一課に引き抜かれ、【ゲーム】では還暦を迎える中で梓係長の部下となり彼女に忠実に仕える。その一方で、正義感から暴走しがちでどこか危なっかしい梓を調教しようと、翌年3月の定年退職までの時間を彼女に捧げる。
【ライフ】では警視庁を定年退職後に探偵事務所に再就職し、所長代理の肩書を持つ。警察内のコネを利用し、新田からの事件調査の依頼に応えている。
梓 真尋（あずさ まひろ）
捜査一課係長（警部)【ゲーム】【ライフ】
非常に優秀な女性刑事で、黒いショートヘアに卵形の小顔。ハスキーボイス。町の道場で合気道を習い、大学時代はフェンシング部に所属していた。
【ゲーム】ではホテルに無許可で盗聴・盗撮し、令状なしで客室への侵入を強行しようとするなど違法捜査で新田と度々対立する。
隠しカメラなどのガジェットは、秋葉原の老舗店から調達している。
父親は名刑事と呼ばれた人物で、静岡県警の刑事部長は父の古い友人で面識がある。また、サイバー犯罪対策課や、検察にもにコネがある。
本宮（もとみや）
演 - 梶原善（映画） / 羽立光来（舞台）
捜査一課（新田の教育係）【イブ】→捜査一課（警部補）【ホテル】→捜査一課（統括警部補）【ナイト】→捜査一課係長（警部）【ゲーム】
新田の先輩刑事。黒髪をオールバックにした痩せ型の体躯で、風貌はその筋の人にしか見えず、細い眉の上に5センチくらいの傷跡がある。妻帯者でヘビースモーカー。
【ホテル】では宿泊客に扮して新田とともにコルテシア東京での潜入捜査に参加する。
尾崎（おざき）
演 - 篠井英介（映画）
捜査一課管理官（警視）【ホテル】【ナイト】→捜査一課長（警視正）【ゲーム】
ノンキャリアながら警視にまでのし上がった人物。【ホテル】【ナイト】でのホテルでの潜入捜査の立案・責任者。
現役の刑事だったころは叩き上げの職人的な捜査には興味を示さず、独創的な発想でいくつもの事件を解決している。
稲垣（いながき）
演 - 渡部篤郎（映画） / 和海しょう（舞台）
捜査一課係長（警部）【イブ】【ホテル】【ナイト】→管理官（警視）【ゲーム】
新田と本宮の上司。【ホテル】で初登場時は50歳前後で、顔が大きい短髪の男性。
一見温厚に見えるが、目は世の中の暗部を知り尽くしたかのような不気味な光を宿し、時折強い眼光を放つことがある。

### コルテシア東京
藤木（ふじき）
演 - 石橋凌（映画） / 汝鳥伶（舞台）
副支配人→総支配人【イブ】【ホテル】【ナイト】【ゲーム】【ライフ】
尚美と副支配人だったころに出会い、彼女がホテルマンとなることを決定づけた人物。温厚な人柄で、後に尚美がコルテシア東京に就職してからも彼女を目にかけている。
ホテルの仕事はチームプレイで、一人のスタッフのミスでもホテルで起こった問題はホテル全体の責任だという信条を持ち、総じて何か大きな問題が起きれば、部下に失態を押し付けずに、ホテル全体の責任者である自分自身が責任を取るという覚悟を秘めている。しかし【ホテル】終盤ではある意味でコルテシア東京を守るために狡猾さを垣間見せた。
【ゲーム】の終盤で新田が警視庁を去ったと知ると、コルテシア東京の設備部内に保安課を創設し、保安課長の役職を与えた上で新田をホテルマンとして招き入れている。
田倉（たくら）
演 - 鶴見辰吾（映画）
宿泊部長【ホテル】【ナイト】
尚美の直属の上司。
久我（くが）
演 - 東根作寿英（映画） / 冴月瑠那（舞台）
フロントオフィス・マネージャー【イブ】【ホテル】【ナイト】→宿泊部長【ゲーム】
まだフロントクラークとして新人だった尚美の指導にあたり、「ホテルに来る人々はお客様という仮面を被っている、ホテルマンはそれを剥がそうとしてはならない」と教示する。
普段は穏やかな表情をたたえるが、予約の際に客が宿泊料の高い部屋を利用するように計算を働かせる商売人としての一面も覗かせる。
杉下（すぎした）
演 - 五刀剛（映画） / 帆純まひろ（舞台）
ベルボーイ【イブ】→ベルキャプテン【イブ】【ホテル】【ナイト】【ライフ】
尚美の1年先輩。客と接することが多いことから、尚美の相談をよく聞いている。

### 新田の家族
新田 克久（にった かつひさ）
浩介の父親。80歳近くになる現在もシアトルに構えた法律事務所で主に日系企業の法務を請け負っている。
【ホテル】【イブ】【ゲーム】などで折に触れその存在が触れられてきたが、【ライフ】でコルテシア東京の宿泊客として登場する。
かつて単身赴任で渡米、企業内弁護士として外部企業との交渉や社内調整に携わり、やがて家族を呼び寄せたが、浩介が高校進学時、一家で帰国し大手弁護士事務所に所属している。
友人の冤罪をはらそうとしていた高校生の浩介に「何が大事かはひとそれぞれだ。そのことだけは忘れるな」「まかり間違っても、感謝されたいなどと考えるな」と助言する。
新田 貴美子（にった きみこ）
浩介の母親。夫・克久が関わる裁判の初日には献立をチキンカツにするなど験担ぎしていた。
現在は克久とシアトルでふたり暮らし。
新田 麻美（にった あさみ）
浩介の妹。中学時代に一家が帰国するとおかしな校則ばかりあると日本の中学に嫌気が差しており、大学はアメリカの大学に進学したいと進路を決めていた。
現在は建築士と結婚し、ロサンゼルスで子育てをしている。

## 用語
ホテル・コルテシア東京
シリーズの舞台となる一流ホテル。東京都中央区に所在し、近くには人形町があり、地下鉄とも直通である。
ホテルで結婚式と披露宴を執り行ったブライダル客には特典としてスイートルームでの1泊を提供している。
【ナイト】のころには1階にコンシェルジュデスクや、階数は不明ながらエグゼクティブルームの宿泊客専用のチェックイン・カウンターが新たに設けられている。
大晦日の夜に実績で400名ほどが仮装して参加する年越しカウントダウンイベント「マスカレードナイト」が恒例のイベントとして開催されている。
総支配人室はホテル側にある
地下鉄と繋がっていることや、フレンチレストランや鉄板焼きの店の位置などがモデルとなったロイヤルパークホテルと類似している。
| フロア     | 施設                                                                                    | 備考 |
| ---------- | --------------------------------------------------------------------------------------- | --- |
| 最上階     | レストランフロア 展望コーナー                                                           | フレンチ・鉄板焼き |
| 6階 - 34階 | 客室                                                                                    | 3430室（スイート）1801号室（ロイヤル・スイート） |
| 5階        | 宴会場・客室                                                                            | 5階『胡蝶の間』（200名収容）、0508室 |
| 4階        | 宴会場 チャペル・神殿 フォトスタジオ 控室 日本料理店 小会議室                           | チャペル（70名収容） 【ライフ】の『日本推理小説新人賞』選考会は小会議室で行われる |
| 3階        | 宴会場                                                                                  | 大宴会場ダイヤモンドホール（1000名収容）が「マスカレード・ナイト」の会場 |
| 2階        | 宴会場 ブライダルコーナー ブライダルサロンVIPルーム                                     | 中央部が吹き抜けで1階のロビーを見下ろすことができる ブライダルコーナーは新田が尚美や能勢との密談をする際によく使われる 【ライフ】の『日本推理小説新人賞』記者会見は宴会場『昴の間』で行われる |
| 1階        | フロント ロビー ベルデスク ティーラウンジ コンシェルジュ・デスク ダイニング・レストラン | 【ナイト】の物語開始時の3年前にコンシェルジュ・デスクが新設されている 【ゲーム】の物語開始時には経費削減でコンシェルジュ・デスクは廃止されている                                              |
| 地下1階    | バー 中華料理レストラン 理髪店 警備員室 厨房 駐車場 ギャラリーコーナー                  | ホテルマンに扮するため新田は理髪店で長く伸ばした髪を短髪にカットする。 地下の厨房ではルームサービス用のメニューが調理・準備される 警備員室でホテル館内の防犯カメラの映像がチェックされる      |
| 地下2階    | 地下鉄 ショップ                                                                         | 地下鉄と直通 |

ホテル・コルテシア東京別館
ホテル・コルテシア東京と狭い通りを挟んで隣接する3階建ての事務棟。営業用の宿泊施設はない。
| フロア | 施設                                                  | 備考 |
| ------ | ----------------------------------------------------- | --- |
| 3階    | 宿泊部オフィス・宴会部オフィス 更衣室 シャワー 仮眠室 | 夜分に能勢が酒とつまみ持参で宿泊部オフィスを訪れ、新田と捜査情報を交換する 対策本部の刑事は最寄りの久松警察署で仮眠を取るが、新田は仮眠室を利用する。 |
| 2階    | 総務課オフィス・人事課オフィス・保安課オフィス 会議室 | 会議室は潜入捜査の際に現地対策本部に毎回使用されている。 【ナイト】から会議室は禁煙となっている。                                                     |
| 1階    | 応接室                                                | 応接室では編集者・望月和郎と尚美の密談が行われる。 |

コルテシア大阪
大阪に新規オープンしたコルテシア東京の系列ホテル。尚美が応援兼、フロントスタッフの教育係として一時期派遣されている。
コルテシア横浜
コルテシア東京の系列ホテル。【ナイト】に登場する氏原がコルテシア東京に異動する3年前まで勤務していた。
コルテシア・ロサンゼルス
コルテシア東京の系列ホテル。リニューアルにともないフロントオフィスを任せられるような優秀な日本人スタッフを探しており、【ナイト】の終盤で尚美が異動する。
マスカレード・ナイト
コルテシア東京で開催される年越しカウントダウン・パーティーの通称。正式名称は『ホテル・コルテシア東京年越しカウントダウン・マスカレード・パーティー・ナイト』。
参加者は全員仮装をしており、顔を隠すことが約束事項で実績で400名ほどが参加している。参加費は1万円で、宿泊客は3千円。ジャズの演奏やマジックショー、大道芸が行われる。
ビール、ワイン、カクテルが飲み放題で軽食も用意されている。【ナイト】ではこのパーティーに「練馬独居女性殺害事件」の犯人が現れると警視庁に密告状が届く。
マダム・マスカレード
マスカレード・ナイトの会場入り口前に飾られる女性のマネキン。黒いロングドレスに真赤な仮面という出で立ちで、パーティーの主催者という体裁で左手に金色のワイングラスを持ちパーティーの参加者を出迎えている。
スキッパー
料金を支払わずホテルを立ち去る人。宿泊予約を入れ滞在を延長し、食事代その他をすべて部屋付けにしておき外出のふりをして行方をくらますというのが典型的パターン。
被害に遭ったホテルは即座に性別、推定年齢、顔や身体の特徴、どのような偽名を使い、どのような住所を記したか、どんなものを注文したかなどの情報を公開し、ホテル間で情報が共有されている。
ラブ・アフェア
不倫カップルのホテル利用を指す隠語。
ウォークイン
予約を入れずにホテルに泊まりに来る客。
日勤・遅番・夜勤
コルテシア東京でのフロント・オフィスの勤務体制。3交代制となっており午前9時、午後5時、午後10時が各直の引き継ぎ時間。
灸英社（きゅうえいしゃ）
出版社。『日本推理小説新人賞』を主催し、本来は別のホテルで選考会、記者会見を行う予定であったが、候補者のひとり、青木晴真が殺人事件の重要参考人であったことから警視庁からの要請で捜査のためにコルテシア東京に会場を変更している。東野の他作品『歪笑小説』にも登場する。
日本推理小説新人賞
小説の新人賞。作品を一般公募して、その中から予備選行員が読み、優れていると判断した作品が数点残され、ホテルで行われる選考会で俎上に載せられる。
表在庁（おもてざいちょう）
警視庁に出勤し、事件発生に備えて待機している係。その次に待機している係を裏在庁（うらざいちょう）と呼ぶ。
見当たり捜査（みあたりそうさ）
捜査共助課がたった1枚の顔写真を手がかりに行き交う群衆の中から指名手配犯を見つけ出し、その場で本人と認めさせる捜査手法。

## シリーズ一覧

### 『マスカレード・ホテル』
シリーズ第1作。長編小説。
新田浩介と山岸尚美、刑事とホテルマンの即席コンビの登場作。
単行本：2011年9月9日 集英社 ISBN 978-4-08-771414-2
文庫本：2014年7月18日 集英社文庫 ISBN 978-4-08-745206-8
| タイトル             | 初出                                     |
| -------------------- | ---------------------------------------- |
| マスカレード・ホテル | 『小説すばる』2008年12月号 - 2010年9月号 |

### 『マスカレード・イブ』
シリーズ第2作。シリーズ初の短編集。文庫オリジナルで刊行。
新田と尚美が出会う前のそれぞれの新人時代を含むミステリーを描いた前日譚。
文庫本：2014年8月21日 集英社文庫 ISBN 978-4-08-745216-7
| タイトル           | 初出                       |
| ------------------ | -------------------------- |
| それぞれの仮面     | 『小説すばる』2013年2月号  |
| ルーキー登場       | 『小説すばる』2013年7月号  |
| 仮面と覆面         | 『小説すばる』2014年11月号 |
| マスカレード・イブ | 書き下ろし                 |

### 『マスカレード・ナイト』
シリーズ第3作。長編小説。書き下ろし。
【ホテル】から数年後。ホテルのカウントダウンパーティーに殺人事件の犯人が現れると密告状が届く。
単行本：2017年9月15日 集英社 ISBN 978-4-08-775438-4
文庫本：2020年9月18日 集英社文庫 ISBN 978-4-08-744152-9

### 『マスカレード・ゲーム』
シリーズ第4作。長編小説。書き下ろし。
3つの殺人事件。その被害者たちの関係者がホテル・コルテシア東京に宿泊することが判明する。
単行本：2022年4月20日 集英社 ISBN 978-4-08-775461-2
文庫本：2025年3月19日 集英社文庫 ISBN 978-4-08-744747-7

### 『マスカレード・ライフ』
シリーズ第5作。長編小説。書き下ろし。
ホテル・コルテシア東京で開催の「日本推理小説新人賞」選考会に、死体遺棄事件の重要参考人が候補者として現れる。
単行本：2025年7月30日 集英社 ISBN 978-4-08-775473-5

## メディアミックス

### 映画

#### 『マスカレード・ホテル』（映画）
2019年に第1作を原作に『マスカレード・ホテル』が公開された。主演は木村拓哉。

#### 『マスカレード・ナイト』（映画）
2021年に第3作を原作に『マスカレード・ナイト』が公開された。主演は前作に引き続き木村拓哉。

### 舞台

#### 『マスカレード・ホテル』（舞台）
2020年1月に第1作を原作に、宝塚歌劇団花組により『マスカレード・ホテル』が舞台化された。

### イベント
『麗しき仮面ホテルへの招待状～秘められた潜入捜査～』
2015年8月13日にロイヤルパークホテルにてイベント会社タカラッシュによる第1作『マスカレード・ホテル』とコラボした謎解きイベントが開催された（昼夜2回開催）。
参加者は殺害予告が届けられたホテル・コルテシアで、警察の応援要員として犯人から送られてきた謎の暗号、部屋に残された手がかりを解読し、10人の容疑者から犯人を特定、事件を解決した暁にはホテルのビュッフェ料理を堪能する流れでイベントが進行された。
『マスカレード・イブ 特別編 ～ホテルコルテシアに隠された秘密の謎～』
2015年8月15日にロイヤルパークホテルにてイベント会社タカラッシュによる第2作『マスカレード・イブ』とコラボした謎解きイベントが開催された（昼夜2回開催）。
参加者は謎の誘拐事件が発生したホテル・コルテシアで、新人ホテルマンとしてホテルに仕掛けられた数々の謎を解き、犯人の居場所を突き止め、事件を解決した暁にはホテルのビュッフェ料理を堪能する流れでイベントが進行された。
『狙われた仮面舞踏会』
2025年1月24日から6月30日までユニバーサル・スタジオ・ジャパンのピーコック・シアターにて参加型リアル・ミステリーショーが開催された。
前半ではホテル・コルテシアを舞台に、殺害予告が突如発覚した華やかな仮面舞踏会の中で、潜入捜査中の刑事と協力して犯人を突き止めるマーダーミステリーの推理ショーを楽しみ、後半では豪華なビュッフェ料理を堪能する流れでイベントが進行された。